# Ребекка Кларк
Ребекка Гелферіх Кларк (27 серпня 1886 — 13 жовтня 1979) — британсько-американська композиторка та альтистка, музикознавиця. Одна з перших професійних жінок-оркестранток, виступала під чоловічим псевдонімом, щоб уникнути сексизму журі та критики. Стримана за обсягом, творчість Ребекки Гелферіх Кларк була визнана за композиційну майстерність та художню силу. Деякі з її робіт ще не опубліковані (багато опубліковані лише недавно); опубліковані за її життя були значною мірою забуті після того, як вона перестала писати. Вивчення та інтерес до її композицій відродилися в 1976 році. Товариство Ребекки Кларк було створене в 2000 році для сприяння вивченню та виконанню її музики.
Ребекка Кларк претендувала як на британську, так і на американську національність, і провела велику частину свого життя в США, де оселилася після Другої світової війни. Навчалась у Королівській музичній академії та Королівському музичному коледжі в Лондоні. Затримавшись у США на початку Другої світової війни, одружилася з композитором і піаністом Джеймсом Фріскіном в 1944 році. Кларк померла в своєму будинку в Нью-Йорку у віці 93 років.

## Життя та кар'єра
Ребекка Гелферіх Кларк народилася в Герроу, Англія, в сім'ї американця Джозефа Тачера Кларка та німкені Аґнес Пауліни Марі Амалії Гелферіх. Її батько цікавився музикою, і Кларк почала займатися скрипкою. 
В 1903 році почала навчання в Королівській музичній академії. Здійснила перший із багатьох візитів до США незабаром після закінчення Королівської академії. Потім відвідувала Королівський музичний коледж з 1907 по 1910 рік, ставши однією з перших студенток композиції сера Чарльза Вільєрса Стенфорда. За закликом Стенфорда вона перенесла фокус зі скрипки на альт, саме тоді, коли останню розглядали як законний сольний інструмент. Навчалася у Лайонела Тертіса, якого деякі вважали найбільшим альтистом того часу. У 1910 р. аона створила декорацію з китайської поезії під назвою «Сльози» у співпраці з групою однокурсників у RCM. Також співала під керівництвом Ральфа Вогана-Вільямса в студентському ансамблі, організованому Кларком для вивчення та виконання музики Палестрини.
Невдовзі батько Кларк вигнав її з дому і відрізав кошти. Їй довелося залишити Королівський коледж у 1910 році та підтримувати себе завдяки грі на альті. Кларк стала однією з перших жінок-професійних музиканток-оркестранток, коли її відібрав сер Генрі Вуд для гри в оркестрі Queen's Hall в 1912 році.
 

У 1916 році вона переїхала до США, щоб продовжити виконавську кар'єру. Короткий, ліричний твір для альта та фортеп'яно під назвою «Морфей», написаний під чоловічим псевдонімом «Ентоні Трент», був прем'єрним на її спільному концерті 1918 року з віолончелісткою Мей Мукле в Нью-Йорку. Рецензенти високо оцінили «Трента», здебільшого ігноруючи твори, написані Кларк, прем'єра яких відбулася в тому ж виступі. 

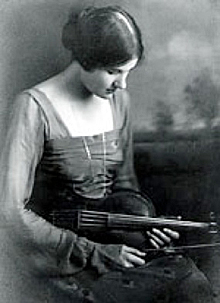
Ребека Кларк з альтом в 1919 році

Її композиторська кар'єра досягла піку за короткий період, починаючи з конкурсу 1919 року, спонсорованого Елізабет Спраг Кулідж, сусідкою Кларк і покровителькою мистецтв. Із 72 учасників соната Кларк посіла перше місце разом композицією Ернеста Блоха. Пізніше Кулідж оголосила Блоха переможцем. Репортери припустили, що «Ребекка Кларк» була псевдонімом Блоха, або, принаймні, що Кларк не могла написати ці твори, оскільки ідея про те, що жінка може написати такий гарний твір, була соціально немислима. Соната була добре прийнята і мала перше виконання на Беркширському музичному фестивалі в 1919 році. У 1921 році Кларк знову здійснила вражаючий показ у конкурсі композиторів Куліджа зі своїм фортеп'янним тріо, хоча знову не зміг взяти приз. Потім відбулася рапсодія 1923 року для віолончелі та фортеп'яно, спонсорована Кулідж, що робить Кларк єдиною жінкою, яка отримала протекцію Кулідж. Ці три твори представляють вершину композиторської кар'єри Ребекки Кларк.
У 1924 році Кларк розпочала кар'єру сольної виконавиці та виконавиці-ансамблістки в Лондоні, після першого світового турне в 1922—23. У 1927 році вона допомогла сформувати Англійський ансамбль — фортеп'янний квартет, до складу якого входили сама Марджорі Гейворд, Кетлін Лонґ та Мей Мукл. Вона також виступала на кількох записах у 20-30-х роках і брала участь у музичних передачах BBC. У цей період її композиційна продуктивність значно зменшилася. Однак вона продовжувала виступати, беручи участь у Паризькій колоніальній виставці в 1931 році як частина англійського ансамблю. Між 1927 і 1933 роками вона була в стосунках із британським баритоном Джоном Ґоссом, на 8 років молодшим за неї і тоді одруженим. Він виконав прем'єру кількох її зрілих пісень, дві з яких були присвячені йому, «Червневі сутінки» та «Людина-тюлень». Її «Тигр, тигр», закінчений на момент закінчення стосунків, виявився її останньою композицією для сольного голосу до початку 1940-х.
На початку світової війни Ребекка Кларк була в США в гостях у своїх двох братів і не змогла отримати візу для повернення до Великої Британії. Деякий час вона жила в сім'ях братів, а потім у 1942 р. зайняла посаду гувернантки сім'ї в штаті Коннектикут. У 1939—1942 рр. вона написала 10 творів, у тому числі її Пасакалію на староанглійські мелодії. Вперше вона познайомилася з Джеймсом Фріскіном, композитором, концертним піаністом і членом-засновником факультету Джульярдської школи, з яким згодом одружилася, коли вони були студентами Королівського музичного коледжу. Вони відновили дружбу після випадкової зустрічі на вулиці Мангеттена в 1944 році і одружилися у вересні того ж року, коли обом було близько 50-х. На думку музикознавиця Ліан Кертіс, Фріскін був «людиною, яка дала [Кларк] відчуття глибокого задоволення та рівноваги».
Ребекка Кларк була описана Стівеном Банфілдом як найвидатніша британська жінка-композиторка міжвоєнного покоління. Однак її пізніші результати були спорадичними. Вона страждала дистимією, хронічною формою депресії; відсутність підбадьорення — іноді відверте знеохочення, яке вона отримувала за свою роботу, відбивали бажання писати. Кларк не вважала себе здатною збалансувати особисте життя та вимоги композиції: «Я не можу цього зробити, якщо це не перше, про що я згадую щоранку, коли прокидаюся, і останнє, про що думаю кожну ніч перед тим, як заснути». Після одруження вона перестала писати, попри заохочення чоловіка, хоча продовжувала працювати над домовленостями аж до самої смерті. Вона також перестала виступати.
Кларк продала отриману від Персі Гайдер Майлс Страдіварі та заснувала травневу премію Мукле в Королівській академії. Премія досі щорічно присуджується видатним віолончелістам. Після смерті чоловіка в 1967 році Кларк почала писати мемуари «У мене теж був батько» (або Гірчична ложка); вони були завершені в 1973 році, але так і не були опубліковані. У них вона описує своє раннє життя, відзначене частими побоями батьком та напруженими сімейними стосунками, які вплинули на її уявлення про належне місце в житті.
Ребекка Кларк померла в 1979 році у своєму будинку в Нью-Йорку у віці 93 років і була кремована.

## Музика

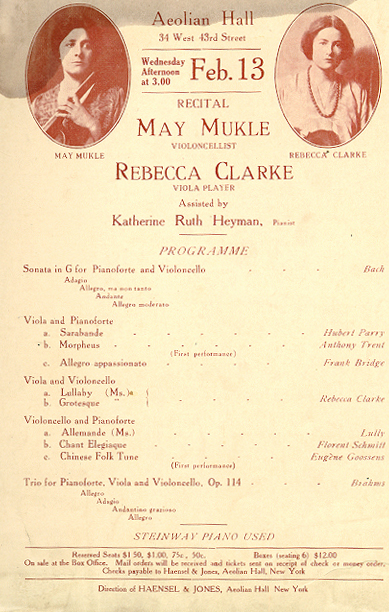
Програма 1918 року, на якій зображені роботи Кларк. Тут її дует Морфей вказаний під псевдонім «Ентоні Трент».

В більшості музики Ребекки Кларк переважає альт, оскільки вона багато років була професійною виконавицею на цьому інструменті. Більша частина її творчості була написана для неї самої та для жіночих камерних ансамблів, в яких вона грала, включаючи Квартет Нори Кленч, Англійський Ансамбль та Сестер д'Арані. Вона також гастролювала по всьому світу, зокрема з віолончелісткою Мей Мукле. На її твори вплинуло кілька напрямків класичної музики ХХ століття. Кларк також знала багатьох провідних композиторів того часу, зокрема Блоха та Равеля, з якими порівнювали її творчість.
Імпресіонізм Дебюссі часто згадують у зв'язку з музикою Кларк, особливо його густими текстурами і модерністичною гармонією. Прикладом цього є соната для альта (видана того ж року, що й соната для альта Блока і Гіндеміта) — її пентатонічна тема, щільні гармонії, емоційно насичений характер і щільна ритмічно складна текстура. Соната залишається частиною стандартного репертуару альта. Morpheus, написаний роком раніше, був її першим великим твором після понад десятиліття пісень та мініатюр. «Рапсодія», яку Кулідж спонсорував, є найамбітнішою роботою Кларк: вона триває приблизно 23 хвилини, зі складними музичними ідеями та неоднозначними тональностями, що сприяють різним настроям твору. На відміну від них, «Серед літнього місяця», написаний наступного року, — це легка мініатюра з соло-скрипковою лінією, схожою на трепет.
Окрім камерної музики для струнних, Ребекка Кларк написала багато пісень. Майже всі ранні твори Кларк призначені для солюючого голосу та фортеп'яно. 1933 року «Тигр», на вірші Блейка. Вона працювала над ним протягом п'яти років, за винятком інших робіт під час її бурхливих стосунків з Джоном Госсом, і переглянула їх у 1972 році. Однак більшість її пісень мають легший характер. Її ранніми творами були салони пісень, і вона продовжила створювати обсяги робіт, почерпнутих насамперед із класичних текстів Єйтса, Мейзфілда та А. Е. Гаусмана.
Протягом 1939—1942 років, останнього плідного періоду, що наближався до кінця її композиторської кар'єри, її стиль став більш чітким і контрапунктним, з акцентом на мотивні елементи та тональні структури, що є ознаками неокласицизму. Думка (1941), нещодавно опублікована робота для скрипки, альту та фортеп'яно, відображає східноєвропейські народні стилі Бартока та Мартіна. «Пассакалья на староанглійській мелодії», також з 1941 року, прем'єра якої відбулася самою Кларк, заснована на темі, приписуваній Томасу Таллісу, яка з'являється протягом усього твору. Твір має модальний смак, головним чином у дорійському ладі, але вдається до рідко чутного фригійського ладу. Частина присвячена «ВВ», нібито племінниці Кларк Магдалині; вчені припускають, що присвята, швидше за все, стосується Бенджаміна Бріттена, який організував концерт, присвячений загибелі друга Кларк Френка Бриджа. Прелюдія, Аллеґро та Пастораль, також написана в 1941 році, є ще одним неокласичним твором, написаним для кларнета та альта (спочатку для її брата та невістки).
Кларк не писала великих творів, таких як симфонії. Її загальна кількість композицій — 52 пісні, 11 хорових творів, 21 камерна п'єса, фортеп'янне тріо та соната для альта. Її робота була майже забута протягом тривалого періоду часу, але інтерес до неї був відроджений в 1976 році після радіоефіру на святкуванні її дев'яностоліття. Більше половини композицій Кларк залишаються неопублікованими та перебувають у особистому володінні її спадкоємців, а також більшість її творів. Однак на початку 2000-х років більше її творів було надруковано та записано. Приклади нещодавніх публікацій включають два струнні квартети та Morpheus, опубліковані в 2002 р.

## Товариство Ребекки Кларк
Товариство Ребекки Кларк було створене у вересні 2000 року з метою сприяння популяризації творчості Ребекки Кларк. Товариство, засноване музикознавцями Ліан Кертіс та Джессі Ен Оуенс та базується у Науково-дослідному центрі жіночих досліджень при Університеті Брандейса, сприяло запису та стипендіям творчості Кларка, включаючи кілька світових прем'єрних вистав, записи неопублікованих матеріалів та численні публікації в журналах.
Товариство зробило доступними раніше не опубліковані композиції з маєтку Кларк. «Binnorie», дванадцятихвилинну пісню, засновану на кельтському фольклорі, було виявлено в 1997 році, а прем'єра відбулася лише в 2001 році. З часу створення Товариства було опубліковано понад 25 раніше невідомих праць. Кілька камерних творів Кларка, включаючи експансивну «Рапсодію» для віолончелі та фортеп'яно, та «Кортеж» — її єдину фортеп'янну роботу, були вперше записані в 2000 році на лейблі «Даттон» із використанням матеріалів з маєтку Кларка. У 2002 році Товариство організувало та спонсорувало світові прем'єри скрипкових сонат 1907 та 1909 років.
Керівниця Товариства Ребекки Кларк, Ліан Кертіс, є редакторкою «Ребекки Кларк Редер», опублікованої спочатку в Університеті Індіани в 2004 році. Книга була вилучена з обігу видавництвом після скарг нинішнього управителя маєтку Кларк на цитування неопублікованих творів Кларк. Однак відтоді Reader було перевидано самим Товариством Ребекки Кларк.

## Вибрані твори
Камерна музика
- 2 п'єси: Колискова та гротеск для альту (або скрипки) та віолончелі (прибл. 1916)
- Морфей для альта та фортеп'яно (1917—1918)
- Соната для альта та фортеп'яно (1919)
- Фортеп'янне тріо (1921)
- Рапсодія для віолончелі та фортеп'яно (1923)
- Пасакалія на давньоанглійській мелодії для альта (або віолончелі) та фортеп'яно (1940—1941)
- Прелюдія, Аллеґро та Пастораль для альта та кларнета (1941)

Вокальна музика
- Шив і коник для голосу та фортеп'яно (1904); слова з книги «Джунглі» Редьярда Кіплінга
- Сором'язливий для голосу та фортеп'яно (1912); слова Вільяма Батлера Йейтса
- Той, хто живе в таємниці (Псалом 91) для солістів та змішаного хору (1921)
- Людина-тюлень для голосу та фортеп'яно (1922); слова Джона Мейзфілда
- Аспідістра для голосу та фортеп'яно (1929); слова Клод Флайт
- Тигр для голосу та фортеп'яно (1929—1933); слова Вільяма Блейка
- Бог зробив дерево для голосу та фортеп'яно (1954); слова Кетрін Кендалл

Хорова музика
- Музика, коли тихі голоси вмирають для змішаного хору (1907); слова Персі Біші Шеллі